# Объект для уничтожения
«Объект для уничтожения» — произведение французского художника американского происхождения — Мана Рэя; относится к такому течению в искусстве, как дадаизм.

## История
Эту работу Ман Рэй создал в 1923 году, она представляла собой обычный метроном, выпускаемый компанией Qualite Excelsior, и на его маятнике был прикреплён фрагмент фотографии женского глаза. Впервые произведение было выставлено для публики в 1933 году в парижской галерее Galerie Pierre Colle.
В 1957 году группа парижских студентов, возглавляемая парижским поэтом Жан-Пьером Роне, ворвалась в здание, где этот объект выставлялся в экспозиции дада, вынесла его на улицу и один из похитителей выстрелил в него из пистолета, разрушив произведение. Ман Рэй получил страховку за своё творение и создал ещё сто копий этого необычного метронома, присвоив каждой из них уже другое название — «Неуничтожимый объект».
В настоящее время эти копии можно встретить в домах частных коллекционеров и различных музеях мира, в частности в галерее Тейт Модерн в Лондоне и в музее MoMA в Нью-Йорке.

## Интересный факт
Глаз, расположенный на маятнике метронома, «принадлежал» американской любовнице Рэя — Ли Миллер, с которой он расстался в 1932 году.